# Bezirk Guararé
Guararé ist ein Bezirk (distrito) der Provinz Los Santos in Panama. Die Einwohnerzahl betrug laut Volkszählung 2023 12.107.

## Gliederung
Der Bezirk Guararé ist administrativ in folgende Corregimientos unterteilt:
- Guararé
- El Espinal
- El Macano
- Guararé Arriba
- La Enea
- La Pasera
- Las Trancas
- Llano Abajo
- El Hato
- Perales